# 닥터 탐정
《닥터 탐정》은 SBS에서 2019년 7월 17일부터 2019년 9월 5일까지 방송된 SBS 수목드라마이다.

## 줄거리
산업현장의 사회 부조리를 통쾌하게 해결하는 닥터탐정들의 활약을 그린 색다른 형태의 메디컬 수사 드라마

## 등장 인물

### 주요 인물
- 박진희 : 도중은 역 - 최태영의 前 아내. 직업환경의학 전문의. 자본에 의해 은폐된 산업재해(구의역 스크린도어 사망 사고)에서 모티브를 얻은 비정규직 노동자의 산업재해. 공항철도 공항화물청사역에서 촬영.)와 감춰진 질환들을(옥시의 가습기가 어린이들로 하여금 호흡기 질환으로 사망하게 한 사건) 발굴하고 원인을 규명하는 ‘닥터 탐정’으로 활약
- 봉태규 : 허민기 역 (아역 : 조현도) - UDC 수석연구원. 직업환경의학계의 이단아. 나쁘게 말하면 지나치게 자유분방하고, 좋게 말하면 기발한 임기응변이 넘치는 처세술의 달인
- 이기우 : 최태영 역 - 도중은의 前 남편. TL그룹의 후계자. 머리부터 발끝까지 재벌 3세. 산업안전보건의인 도중은이 어린이들이 호흡기 질환으로 사망하는 이유가 가습기 때문임을 밝혀내도록 도왔고, 모성국이 킬러를 보내어 중은을 해치려 하자 지켜주고, 모성국에게 "이제는 살인까지 하려고 합니까?"라고 비난한다. 젊은 자본가인 자신을 얕보는 꼰대임원들을 차분한 독설과 논리정연한 반박으로써 더 이상 반항하지 못하게 한다.

| “ | 최태영 : 임원회의를 하도록 하겠습니다. 매출이 10퍼센트 이상으로 하락했습니다.이에 대한 대책을 세우도록 합시다. 강이사 : 아직 경영에 나선지 얼마 안 되어 모르시나 본데, 모성국 본부장이 하는대로 합시다. 최태영 : 강이사. 당신 모성국의 개입니까? 여기가 모성국 본부장의 업무지시를 받아서 일하는 부서입니까? 임원회의는 내가 이끄는 겁니다! 눈치껏 라인에 서서 출세했는데, 이제는 눈치도 없으니 있을 이유가 없지. 강이사 : ... 최태영 : TL자동차의 자동차의 가격을 내리도록 하겠습니다. 임원2 : 부품업체들의 반발이 심할텐데요. 갑질논란이 있고. 최태영 : 여기가 고용노동부입니까? 국가인권위원회입니까? 갑질논란을 여기서 왜 따집니까? 부품가격을 내리지 못하면 바꾸면 되는 것이고, 일일이 말해주어야 합니까? 당신들은 나를 따르면 돼. | ” |

### UDC (미확진질환센터 / UNDIAGNOSED DISEASE CENTER)
- 박지영 : 공일순 역 - 미확진질환센터장. 미확진질환센터(UDC) 창시자로 미혼의 워커 홀릭
- 이영진 : 변정호 역 - UDC 간호실장. UDC 간호부문을 총괄. 그 어떤 의사보다 더 열정적으로 환자를 보살피는 터프한 나이팅게일
- 후지이 미나 : 석진이 역 - UDC 분석팀장. 재일교포3세. 일본으로 건너간 할아버지의 영향으로 한국에 대한 애정이 남다름. 한국어는 서툴지만 일을 향한 열정은 넘치는 워커홀릭
- 정강희 : 하진학 역 - UDC 화학물질팀장. 베테랑 산업위생 기사. 물질 측정에 있어서 박학다식. 라인 타기가 특기
- 이영석 : 고선생 역 - UDC 자원봉사자. 시니어 활동가로 UDC에서 서류 정리부터 복사, 택배 신청, 분석 물질 운반 등 필요한 잡일들을 도맡아 함

### TL 그룹
- 류현경 : 최민 역 - TL의료원 병리과 레지던트. 최태영의 여동생. TL호텔에서 근무했고, 능력을 인정받아 후계자로서 손실이 없는 인물
- 이철민 : 권 실장 역 - TL그룹 회장 최곤의 심복이자 부하
- 최광일 : 모성국 역 - TL오쉠 본부장. 직업환경의학 전문의 출신. TL에서 일어나는 모든 화학물질 관련 질환, 직업환경적 문제들, 재해들에 대해 TG 책임이 없음을 증명해내는 사측 변호사. 임원들조차 모성국 본부장의 영향력 아래에 있었을 정도로 TL에서의 힘이 대단하다.

### 그 외 인물
- 박주형 : 임국신 역 - 최민의 남편
- 정순원 : 정 팀장 역 - TL오쉠 직원
- 권혁범 : 김도형 역 - TL메트로 하청업체 직원. 불의의 사고 이후 살인 용의자 누명을 쓰고 몸마저 망가져버렸다는 사실을 알게 됨
- 배누리 : 박혜미 역 - 하랑의 선배. 어려운 생계 문제로 꿈이 아닌 살기 위해 일을 해야만 하는 청년
- 문태유 : 권준일 역 - TL그룹 노조준비위원장. 삼성그룹을 모티브로 삼은 설정으로 보이는데, 무 노조 경영을 강행하는 즉, 민주노동조합 운동을 해고, 한직으로 이동 등의 불이익으로써 억압하는 TL그룹의 노동인권 탄압에 맞서 수 년째 힘겨운 싸움을 이어오고 있음.
- 김민호 : 권도윤 역 - 준일의 아들. 여느 어린이들처럼 밝고 명랑하지만, 아빠의 아픔을 이해하고 달랠 줄도 아는 속 깊은 아이. 요즈음 원인을 알 수 없는 기침 증세를 앓고 있다.
- 채유리 : 최서린 역 - 이혼한 도중은과 최태영의 딸이자 최곤의 손녀. 어른들의 탐욕에 희생양이 되어버린 불쌍한 아이
- 박근형 : 최곤 역 - TL그룹 회장. 최태영과 최민의 아버지. 인간과 상품을, 노동과 가치를 철저히 분리해내는 쉽게 말하면 노동자를 인권을 가진 인간이 아닌, 노동력의 가치에 따라 판단하는 몰인정한 존재. 자본주의라는 불평등한 사회구조의 수혜자라고 볼 수 있다.
- 신담수 : 고 부장 역 - TL메트로 하청업체 부장
- 이윤상 : 사장 역 - TL메트로 하청업체
- 차순배 : 국장 역 - 산업안전보건국
- 노행하 : 김양희 역 - TL케미컬의 실험을 담당하던 대학의 연구원
- 이정은 : 노숙자 역
- 이다해 : 여자친구 역

### 특별출연
- 황정민 : 정하랑 엄마 역
- 곽동연 : 정하랑 역 - 도중은 앞집에 사는 이웃. 직업고등학교 출신. TL메트로 정직원을 꿈꾸고 있는 인물로 스크린 도어 수리 담당. 차량에 치어 사망. 구의역에서 스크린도어를 수리중 열차에 치여 사망한 김 아무개 씨 산업재해(구의역 스크린도어 사망 사고)를 모티브로 한 인물.
- 오동민 : 베이커사장 역
- 윤소이 : 윤시월 역 - UDC 신임 연구팀장

## 촬영지
- 신길역
- 인천국제공항
- 서해수산연구소(미확인질환센터)
- 동작대교
- 인천백병원 - 경찰병원
- 아트센터 화이트블럭

## 시청률
최저 시청률과 최고 시청률은 시청률 조사회사와 지역별로 시청률에 차이가 있을 수 있습니다.
| 2019년 | 2019년   | 2019년         | 2019년         | 2019년       | 2019년 |
| 회차   | 방송일   | TNmS 시청률    | AGB 시청률     | AGB 시청률   |        |
| 회차   | 방송일   | 대한민국(전국) | 대한민국(전국) | 서울(수도권) |        |
| ------ | -------- | -------------- | -------------- | ------------ | ------ |
| 제1회  | 7월 17일 | 4.4%           | 4.6%           | %            |        |
| 제1회  | 7월 17일 | 5.1%           | 5.7%           | 6.3%         |        |
| 제2회  | 7월 18일 | 4.6%           | 5.1%           | 5.7%         |        |
| 제2회  | 7월 18일 | 4.4%           | 5.2%           | 5.8%         |        |
| 제3회  | 7월 24일 | 4.0%           | 4.6%           | %            |        |
| 제3회  | 7월 24일 | 4.7%           | 5.0%           | 5.6%         |        |
| 제4회  | 7월 25일 | 4.7%           | 5.0%           | 5.4%         |        |
| 제4회  | 7월 25일 | 4.1%           | 5.1%           | 5.5%         |        |
| 제5회  | 7월 31일 | %              | 3.7%           | %            |        |
| 제5회  | 7월 31일 | %              | 4.3%           | %            |        |
| 제6회  | 8월 1일  | %              | 4.3%           | %            |        |
| 제6회  | 8월 1일  | %              | 3.8%           | %            |        |
| 제7회  | 8월 7일  | %              | 4.4%           | %            |        |
| 제7회  | 8월 7일  | %              | 4.8%           | 5.1%         |        |
| 제8회  | 8월 8일  | %              | 4.0%           | %            |        |
| 제8회  | 8월 8일  | %              | 4.0%           | %            |        |
| 제9회  | 8월 14일 | %              | 4.0%           | %            |        |
| 제9회  | 8월 14일 | %              | 4.4%           | 5.5%         |        |
| 제10회 | 8월 15일 | 3.8%           | 4.4%           | %            |        |
| 제10회 | 8월 15일 | 3.6%           | 4.1%           | %            |        |
| 제11회 | 8월 21일 | %              | 3.5%           | %            |        |
| 제11회 | 8월 21일 | %              | 4.0%           | %            |        |
| 제12회 | 8월 22일 | %              | 3.1%           | %            |        |
| 제12회 | 8월 22일 | %              | 3.5%           | %            |        |
| 제13회 | 8월 28일 | %              | 2.5%           | %            |        |
| 제13회 | 8월 28일 | %              | 3.1%           | %            |        |
| 제14회 | 8월 29일 | %              | 2.8%           | %            |        |
| 제14회 | 8월 29일 | %              | 2.8%           | %            |        |
| 제15회 | 9월 4일  | %              | 3.0%           | %            |        |
| 제15회 | 9월 4일  | %              | 3.4%           | %            |        |
| 제16회 | 9월 5일  | %              | 3.9%           | %            |        |
| 제16회 | 9월 5일  | %              | 3.9%           | %            |        |

## 동시간대 드라마
- KBS 수목 미니시리즈

《저스티스》 (2019년 7월 17일 ~ 2019년 9월 5일)

## 참고 사항
- 이 화면은 레터박스로 구성되었다.
- 원래 도중은 역에는 김현주가 낙점됐으나[4] 고사했다.
- 당초 초면에 사랑합니다 후속 월화 미니시리즈로 편성될 예정이었지만 SBS 측의 월화극 잠정 폐지 결정에 따라[5] 수목 미니시리즈로 편성이 변경됐다.

## 같이 보기
- 대한민국의 텔레비전 드라마 목록 (ㄷ)
- 2019년 대한민국의 텔레비전 드라마 목록